# Дублянка (річка)
Дублянка — річка в Росії, у Рильському районі Курської області. Права притока Сейму (басейн Дніпра).

## Опис
Довжина річки приблизно 4,9 км.

## Розташування
Бере початок у селі Зв'ягино. Тече переважно на північний схід через південну частину міста Рильск і впадає у річку Сейм, ліву притоку Десни.
Річку перетинає європейський автомобільний шлях Е38.